# Jatropha gossypiifolia
Jatropha gossypiifolia é uma espécie de planta da família Euphorbiaceae pertencente ao gênero Jatropha. Conhecida popularmente por causa de sua coloração roxa nas folhas que da seu nome, mas também e chamado de pinhão-de-purga,pinhão-paraguaio,bellyache bush(em inglês) e purgante-de-cavalo. Mas é chamado normalmente de Pinhão-roxo.
O pinhão-roxo está distribuído no Brasil pela região Nordeste, Cerrado e Pantanal do Estado de Mato Grosso do Sul. É mais comumente encontrado em áreas tropicais, mas também pode se desenvolver em regiões sub-tropicais e semi-áridas.
A alta densidade da vegetação espontânea pode causar graves prejuízos para o Pinhão-manso entretanto, não se encontra estudos sobre a influência dessa vegetação no Pinhão-roxo. No Brasil, estudos realizados sobre a interferência dessa vegetação em hortaliças mostram que, além de prevalecente ela é danosa entre 20% e 50% do ciclo de vida da cultura. A espécie Jatropha gossypiifolia faz parte da Relação Nacional de Plantas Medicinais de Interesse ao SUS (RENISUS), constituída de espécies vegetais com potencial de avançar nas etapas da cadeia produtiva e de gerar produtos de interesse do Ministério da Saúde do Brasil.
As Propriedades medicinais sendo:Anti-diarreico,Anti-hipertensivo,Cicatrizante,Diurético e Purgativo.
Sendo muito util em medicinas, o pinhão-roxo também deve ser utilizado com muita precaução, visto que suas folhas e frutos são tóxicos quando usados em excesso, vez que possuem uma toxina chamada toxalbumina. Os sintomas vão desde náuseas, vômitos, cólicas abdominais, diarréia mucosa e sanguinolenta, até dispnéia, arritmia e parada cardíaca.

## Descrição

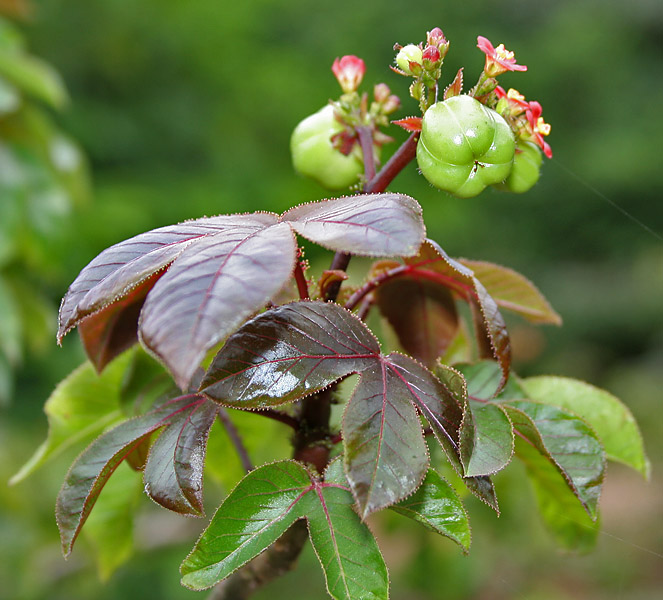
Frutos e flores

As flores do Pinhão-roxo são formadas em cachos. elas são bem pequenas com coloração vermelha e tem um leve odor. As flores florescem em Julho e podem ser polinizadas por insetos, os mais comuns sendo maribondos e abelhas. Depois da flor ser polinizada, um fruto trilocular de coloração verde começara a crescer do meio da flor. Quando o fruto amadurece ele fica com até 1,5 cm de comprimento por até 1,2 cm de diâmetro contendo três lóculos e uma semente em cada um.

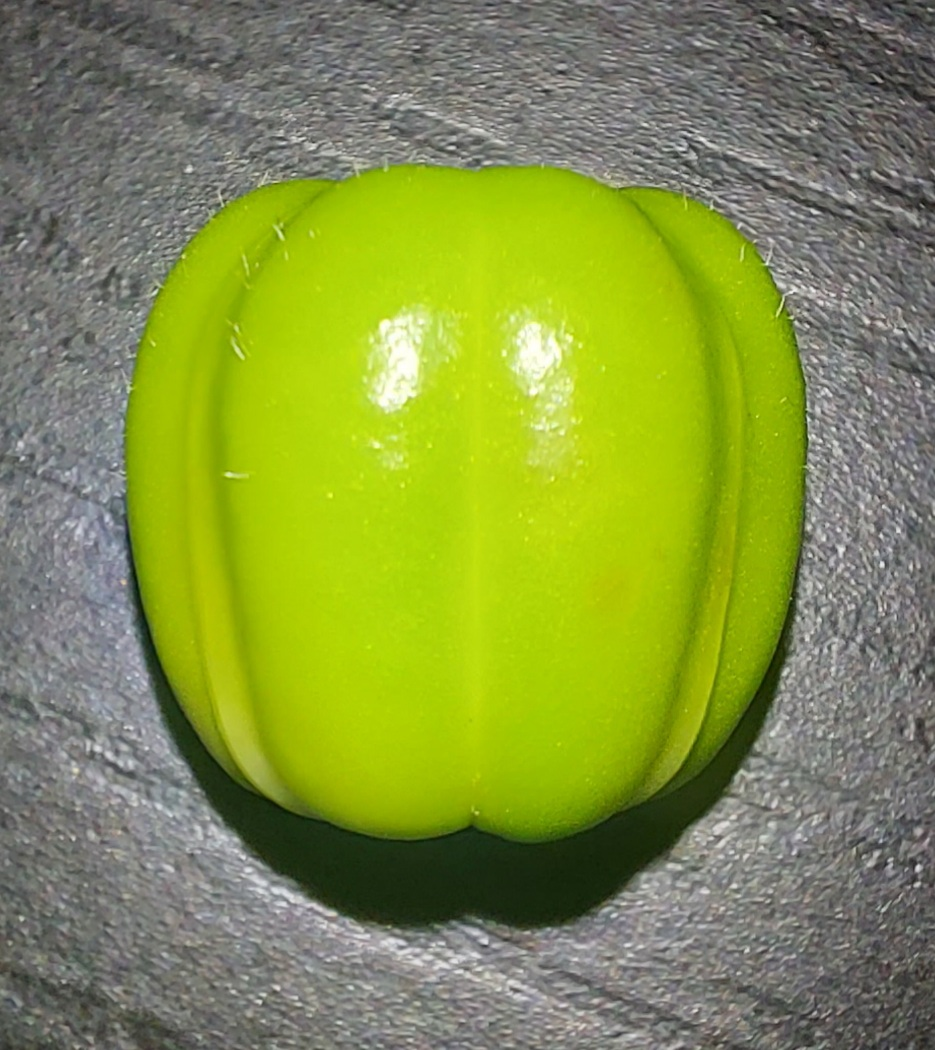
Fruto do Pinhão-roxo

as sementes são de cor branca e as vezes cinzas por fora e branca por dentro, tem forma ovais, com uma crista na ponta. Apresenta cheiro caracteristíco

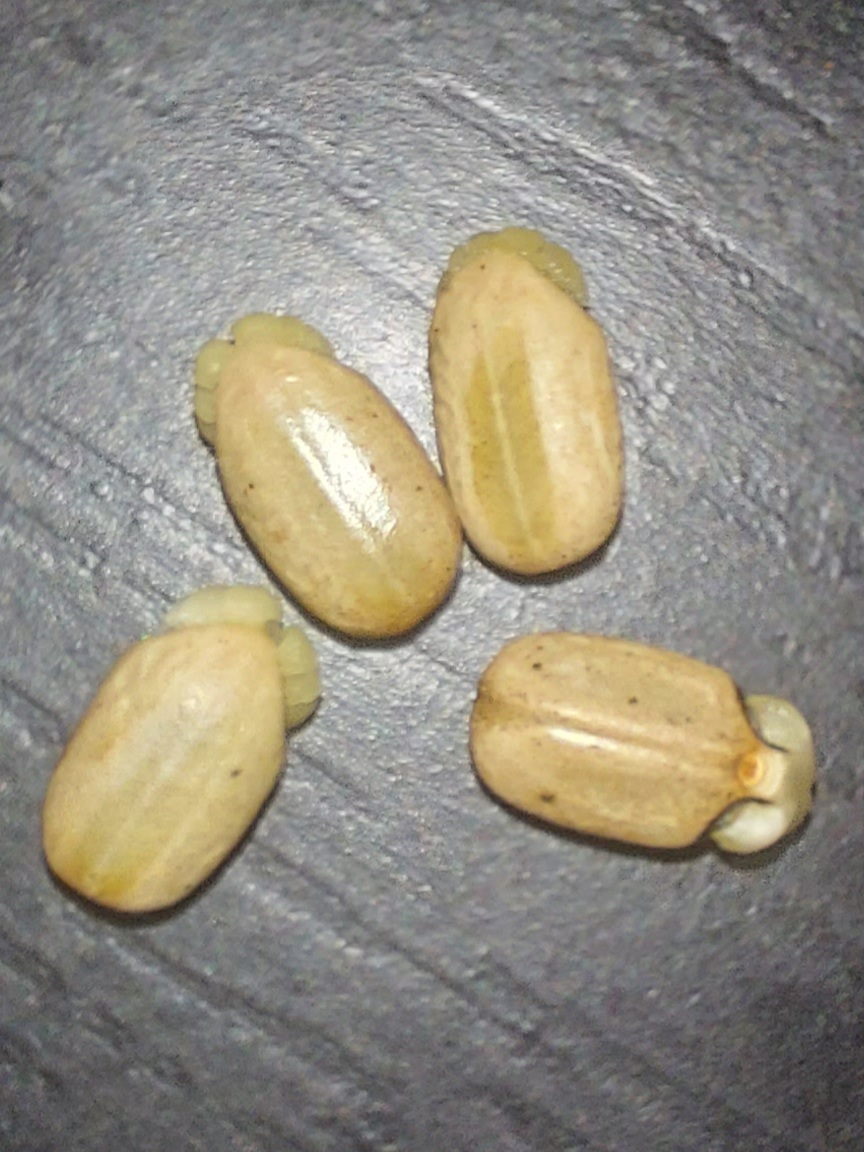
Sementes do Pinhão-roxo

O pinhão-roxo pode chegar até 4 metros de altura, Tem o tronco verde claro ou um leve cinza com escamas, liso e lustroso. Folhas alternas, pecioladas.